# Міська рада (Магдебурзьке право)
Рада міська за магдебурзьким правом — орган станового міщанського самоврядування в українських містах, створюваний на засадах магдебурзького права.

## Склад
Складалася з виборних райців, чисельність яких у різних містах була неоднаковою, а також одного або двох бурмістрів, котрі очолювали цей орган. У польських містах, устрій яких слугував зразком для українських міст, мало місце підпорядкування війта міській раді: протягом 14—15 ст. міста різним шляхом, зокрема через викуп, прибрали до своїх рук спадкові війтівства, а потім стали призначати на кожен рік свого судового війта, який виконував передбачені магдебурзьким правом функції. У великих містах міська рада призначала також лавників і цехових старшин. Вона була наділена адміністративною і судовою компетенцією, а також встановлювала певні правові норми.

## Повноваження
Прийняті міською радою вількери (вількежі) — ухвали — стосувалися правил торгівлі, організації ремесла, громадського порядку (інколи торкалися цивільного і карного права) і підтверджувалися королем у королівських містах, а в приватних — власником міста. Такі риси міського самоврядування, у тому числі його організаційна структура і компетенція, були властивими і для українських міст, що мали привілеї на магдебурзьке право. У ряді міст війт фактично очолював міське самоврядування. Водночас у середніх за величиною містах, в яких були спадкові війтівства, спостерігалася тенденція до перебирання міською радою повноти судово-адміністративної влади над міщанами, котрі підлягали магдебурзькому праву. Міська рада займалася розкладкою податків і повинностей серед міщан та контролювала їх виконання, наглядала за торгівлею, дотриманням правил оренди броварень та інших промислових закладів, санкціонувала акти купівлі-продажу нерухомості у межах міста, контролювала ремісничі цехи та ін. Міські громади боролися проти фінансових та ін. зловживань міських рад. У невеликих містах міська рада перебувала в підпорядкованому щодо війта становищі, а також у великій залежності від власників міст, державців і старост.